# Нагарэ, Масаюки
Масаюки Нагарэ (яп. 流 政之, 14 февраля 1923 — 7 июля 2018) — японский скульптор-модернист, имел прозвище «художник-самурай».

## Биография
Родился в Нагасаки в семье преподавателя университета Рицумэйкан. В подростковом возрасте он ушёл из дома и жил в нескольких храмах в Киото, где изучал пейзажи традиционных художников, изображающие горы, растения и воду. В 1942 году он поступил в университет Рицумэйкан, где изучал синтоизм и технологию изготовления мечей, но не закончил обучение. Затем он поступил в начальную школу военно-морских сил и к концу войны на Тихом океане получил квалификацию лётчика Mitsubishi A6M Zero. После войны отправился путешествовать по миру, самостоятельно обучаясь искусству скульптуры.
Одной из самых известных работ Нагарэ была скульптура «Облачная крепость» около Всемирного торгового центра в Нью-Йорке, которая была разрушена в результате теракта 11 сентября 2001 года. Многие его работы выставлены в Сан-Франциско, Музее современного искусства в Нью-Йорке и Художественном музее Гонолулу.
Является обладателем следующих премий:
- Премия Архитектурного института Японии — 1962;
- Государственная премия в области искусства (Japan Art Award) — 1974
- Премия имени Тоидзиро Накахары — 1978
- 58-я премия Ёсиды — 1983;
- Премия Нагано в области уличной скульптуры — 1994;
- Премия Тоттори за пейзаж — 1995.